# Давлатзода, Сайфиддин Хайриддин
Сайфиддин Хайриддин Давлатзода —доктор биологических наук (2013), профессор, член-корреспондент НАНТ (2017).

## Биография
Сайфиддин Давлатзода родился 25 сентября 1970 года в Республике Таджикистан. После окончания средней школы в 1988 году начал работать носильщиком в торговой конторе «Норак», в 1988—1990 годах служил в рядах вооруженных сил Советского Союза. В 1991 году работал завучем в средней школе № 51 Дангаринского района, а в 1991 году поступил на химико-биологический факультет Душанбинского государственного педагогического университета имени К. Ш. Джураева и окончил этот факультет в 1996 году.
В 1998—2000 годах обучался в очной аспирантуре Института ботаники АН РТ. Кандидатскую и докторскую диссертации защитил в 2005 и 2013 годах в г. Новосибирске Сибирского отделения Академии наук Российской Федерации.

### Семья
Женат, имеет 4 детей.

## Карьера
- 1996—1998 гг — Ассистент кафедры ботаники и аграрной экологии Аграрного университета Таджикистана;
- 2000—2005 гг — Старший преподаватель кафедры ботаники и экологии сельского хозяйства Государственной академии наук;
- 2006—2007 гг — Доцент кафедры ботаники и экологии сельского хозяйства Аграрного университета Таджикистана;
- 2007—2009 гг — Заведующий кафедрой ботаники и экологии сельского хозяйства Таджикского аграрного университета;
- 2009—2010 гг — Ведущий специалист Департамента высшего профессионального и послевузовского образования Министерства образования;
- 2010—2014 гг — Главный специалист Департамента высшего профессионального и послевузовского образования Министерства образования;
- 2014—2015 гг — Начальник отдела начального и среднего профессионального образования Министерства образования и науки;
- 2015—2018 гг — Заведующий отделом науки и образования Исполнительного аппарата Президента Республики Таджикистан;
- 2018—2020 гг — Заместитель министра образования и науки Республики Таджикистан.
- 2020—2024 гг — Ректор Бохтарского государственного университета имени Носири Хусрава
- С 2024 года — Председатель Государственного учреждения «Высшая аттестационная комиссия при Президенте Республики Таджикистан»

## Сочинение
Является автором более 80 научных статей, трех монографий, 5 учебных программ, 4 учебников и методических пособий.

## Награды
Награжден знаком «Почетная грамота» Министерства образования (2009 г.), знаком «Отличник таджикского образования» (2011 г.) и медалью «Памятная служба» (2021 г.).